# Infostrada
Infostrada S.p.A. war der Betreiber der Wind-Gruppe, die sich mit ihren Festnetztelefonie-, xDSL- und Glasfaserdiensten befasste.

## Geschichte
Infostrada S.p.A. wurde 1996 aus einer Vereinbarung zwischen Olivetti Telemedia und Bell Atlantic mit dem Ziel geboren, mit Telecom Italia im Bereich Festnetztelefonie zu konkurrieren.
Ende 1996 beschäftigte das Unternehmen 430 Mitarbeiter und schloss das erste Geschäftsjahr mit einem Umsatz von 72 Milliarden Lire ab. 1997 übernahm Mannesmann den amerikanischen Partner und kontrollierte Infostrada über die niederländischen Olivetti Mobile Telephony Services B.V., dann OliMan B.V. (50,1 % Olivetti, 49,9 % Mannesmann), der auch Aktionär von Omnitel wurde.
1998 erzielte Infostrada mit Ferrovie dello Stato eine Vereinbarung, die den Erwerb des Rechts auf Zugang zur Infrastruktur des FS für die Verlegung von Telefonkabeln und das Recht zur Nutzung eines Teils der Glasfaserkabel des FS-Netzes (ca. 1770 km) über eine Laufzeit von 30 Jahren vorsieht.
1999 verkaufte Olivetti Infostrada an Mannesmann und 2001 wurde es Eigentum von Enel, das es 2002 in Wind Telecomunicazioni umbenannte.
Am 31. Dezember 2016 wurde Infostrada zusammen mit seiner Muttergesellschaft Wind Teil der Wind-Tre-Gruppe, einem gleichberechtigten Joint Venture von CK Hutchison Holdings und VimpelCom und.